# NGC 4077
NGC 4077 је лентикуларна галаксија у сазвежђу Девица која се налази на NGC листи објеката дубоког неба.
Деклинација објекта је + 1° 47' 18" а ректасцензија 12h 4m 38,0s. Привидна величина (магнитуда) објекта NGC 4077 износи 13,3 а фотографска магнитуда 14,3. NGC 4077 је још познат и под ознакама NGC 4140, UGC 7063, MCG 0-31-31, CGCG 13-63, Todd 14, PGC 38218.